# 161 (getal)
161 (honderdeenenzestig) is het natuurlijke getal volgend op 160 en voorafgaand aan 162.

## In de wiskunde
161 is:
- een oneven getal
- het 16e palindroomgetal
- het product van de priemgetalen 7 en 23

## Overig
- Het jaar 161 in de christelijke jaartelling.